# Berberis angulosa
Berberis angulosa là một loài thực vật có hoa trong họ Hoàng mộc. Loài này được Wall. ex Hook.f. & Thomson mô tả khoa học đầu tiên năm 1855.